# Porcellionides altarum
Porcellionides altarum là một loài chân đều trong họ Porcellionidae. Loài này được Verhoeff miêu tả khoa học năm 1941.